# NFL 2025
Die NFL-Saison 2025 wird die 106. Saison der National Football League (NFL).  Die Saison soll am 4. September 2025 mit der Regular Season beginnen und am 8. Februar 2026, mit dem Super Bowl LX im Levi’s Stadium in Santa Clara, Kalifornien enden.

## NFL Draft
Der NFL Draft 2025 fand vom 24. bis zum 26. April 2025 in Green Bay, Wisconsin statt.

## Saisonverlauf

### Reguläre Saison

#### Spielplan
In der Saison 2025 spielt jedes Team je zwei Spiele gegen jedes andere Team seiner Division, je ein Spiel gegen jedes Team einer anderen Division seiner Conference, je ein Spiel gegen jedes Team einer Division der anderen Conference und je ein Spiel gegen die Teams der beiden restlichen Divisionen seiner Conference und einer Division der anderen Conference, die in der vorherigen Saison in ihren jeweiligen Divisionen auf dem gleichen Rang endeten (z. B. das Team auf dem 3. Rang der AFC East spielt gegen 3. AFC South, 3. AFC West und 3. NFC East). Dafür wurden folgende Divisionspaarungen festgelegt:
| Intraconference | Intraconference | Intraconference | Interconference | Interconference | Interconference | 2023 gleicher Rang | 2023 gleicher Rang | 2023 gleicher Rang |
| --------------- | --------------- | --------------- | --------------- | --------------- | --------------- | ------------------ | ------------------ | ------------------ |
| AFC East        | vs              | AFC North       | AFC East        | vs              | NFC South       | AFC East           | vs                 | NFC East           |
| AFC South       | vs              | AFC West        | AFC North       | vs              | NFC North       | AFC North          | vs                 | NFC West           |
| NFC East        | vs              | NFC North       | AFC South       | vs              | NFC West        | AFC South          | vs                 | NFC South          |
| NFC South       | vs              | NFC West        | AFC West        | vs              | NFC East        | AFC West           | vs                 | NFC North          |

Zum Saisoneröffnungsspiel am 4. September reisen die Dallas Cowboys zum Titelverteidiger Philadelphia Eagles.

#### Ergebnisse
| Woche 1           | Woche 1               | Woche 1 | Woche 1              |
| Datum (a)         | Heimteam              | Erg.    | Auswärtsteam         |
| ----------------- | --------------------- | ------- | -------------------- |
| 4. September 2025 | Philadelphia Eagles   |         | Dallas Cowboys       |
| 5. September 2025 | Los Angeles Chargers  |         | Kansas City Chiefs   |
| 7. September 2025 | Atlanta Falcons       |         | Tampa Bay Buccaneers |
| 7. September 2025 | Cleveland Browns      |         | Cincinnati Bengals   |
| 7. September 2025 | Indianapolis Colts    |         | Miami Dolphins       |
| 7. September 2025 | Jacksonville Jaguars  |         | Carolina Panthers    |
| 7. September 2025 | New England Patriots  |         | Las Vegas Raiders    |
| 7. September 2025 | New Orleans Saints    |         | Arizona Cardinals    |
| 7. September 2025 | New York Jets         |         | Pittsburgh Steelers  |
| 7. September 2025 | Washington Commanders |         | New York Giants      |
| 7. September 2025 | Denver Broncos        |         | Tennessee Titans     |
| 7. September 2025 | Seattle Seahawks      |         | San Francisco 49ers  |
| 7. September 2025 | Green Bay Packers     |         | Detroit Lions        |
| 7. September 2025 | Los Angeles Rams      |         | Houston Texans       |
| 7. September 2025 | Buffalo Bills         |         | Baltimore Ravens     |
| 8. September 2025 | Chicago Bears         |         | Minnesota Vikings    |

| Woche 2            | Woche 2             | Woche 2 | Woche 2               |
| Datum (a)          | Heimteam            | Erg.    | Auswärtsteam          |
| ------------------ | ------------------- | ------- | --------------------- |
| 11. September 2025 | Green Bay Packers   |         | Washington Commanders |
| 14. September 2025 | Baltimore Ravens    |         | Cleveland Browns      |
| 14. September 2025 | Cincinnati Bengals  |         | Jacksonville Jaguars  |
| 14. September 2025 | Dallas Cowboys      |         | New York Giants       |
| 14. September 2025 | Detroit Lions       |         | Chicago Bears         |
| 14. September 2025 | Miami Dolphins      |         | New England Patriots  |
| 14. September 2025 | New Orleans Saints  |         | San Francisco 49ers   |
| 14. September 2025 | New York Jets       |         | Buffalo Bills         |
| 14. September 2025 | Pittsburgh Steelers |         | Seattle Seahawks      |
| 14. September 2025 | Tennessee Titans    |         | Los Angeles Rams      |
| 14. September 2025 | Arizona Cardinals   |         | Carolina Panthers     |
| 14. September 2025 | Indianapolis Colts  |         | Denver Broncos        |
| 14. September 2025 | Kansas City Chiefs  |         | Philadelphia Eagles   |
| 14. September 2025 | Minnesota Vikings   |         | Atlanta Falcons       |
| 15. September 2025 | Houston Texans      |         | Tampa Bay Buccaneers  |
| 15. September 2025 | Las Vegas Raiders   |         | Los Angeles Chargers  |

| Woche 3            | Woche 3               | Woche 3 | Woche 3             |
| Datum (a)          | Heimteam              | Erg.    | Auswärtsteam        |
| ------------------ | --------------------- | ------- | ------------------- |
| 18. September 2025 | Buffalo Bills         |         | Miami Dolphins      |
| 21. September 2025 | Carolina Panthers     |         | Atlanta Falcons     |
| 21. September 2025 | Cleveland Browns      |         | Green Bay Packers   |
| 21. September 2025 | Jacksonville Jaguars  |         | Houston Texans      |
| 21. September 2025 | Minnesota Vikings     |         | Cincinnati Bengals  |
| 21. September 2025 | New England Patriots  |         | Pittsburgh Steelers |
| 21. September 2025 | Philadelphia Eagles   |         | Los Angeles Rams    |
| 21. September 2025 | Tampa Bay Buccaneers  |         | New York Jets       |
| 21. September 2025 | Tennessee Titans      |         | Indianapolis Colts  |
| 21. September 2025 | Washington Commanders |         | Las Vegas Raiders   |
| 21. September 2025 | Los Angeles Chargers  |         | Denver Broncos      |
| 21. September 2025 | Seattle Seahawks      |         | New Orleans Saints  |
| 21. September 2025 | Chicago Bears         |         | Dallas Cowboys      |
| 21. September 2025 | San Francisco 49ers   |         | Arizona Cardinals   |
| 21. September 2025 | New York Giants       |         | Kansas City Chiefs  |
| 22. September 2025 | Baltimore Ravens      |         | Detroit Lions       |

| Woche 4            | Woche 4              | Woche 4 | Woche 4               |
| Datum (a)          | Heimteam             | Erg.    | Auswärtsteam          |
| ------------------ | -------------------- | ------- | --------------------- |
| 25. September 2025 | Arizona Cardinals    |         | Seattle Seahawks      |
| 28. September 2025 | Pittsburgh Steelers  |         | Minnesota Vikings     |
| 28. September 2025 | Atlanta Falcons      |         | Washington Commanders |
| 28. September 2025 | Buffalo Bills        |         | New Orleans Saints    |
| 28. September 2025 | Detroit Lions        |         | Cleveland Browns      |
| 28. September 2025 | Houston Texans       |         | Tennessee Titans      |
| 28. September 2025 | New England Patriots |         | Carolina Panthers     |
| 28. September 2025 | New York Giants      |         | Los Angeles Chargers  |
| 28. September 2025 | Tampa Bay Buccaneers |         | Philadelphia Eagles   |
| 28. September 2025 | Los Angeles Rams     |         | Indianapolis Colts    |
| 28. September 2025 | San Francisco 49ers  |         | Jacksonville Jaguars  |
| 28. September 2025 | Kansas City Chiefs   |         | Baltimore Ravens      |
| 28. September 2025 | Las Vegas Raiders    |         | Chicago Bears         |
| 28. September 2025 | Dallas Cowboys       |         | Green Bay Packers     |
| 29. September 2025 | Miami Dolphins       |         | New York Jets         |
| 29. September 2025 | Denver Broncos       |         | Cincinnati Bengals    |

| Woche 5         | Woche 5              | Woche 5 | Woche 5               |
| Datum (a)       | Heimteam             | Erg.    | Auswärtsteam          |
| --------------- | -------------------- | ------- | --------------------- |
| 2. Oktober 2025 | Los Angeles Rams     |         | San Francisco 49ers   |
| 5. Oktober 2025 | Cleveland Browns     |         | Minnesota Vikings     |
| 5. Oktober 2025 | Baltimore Ravens     |         | Houston Texans        |
| 5. Oktober 2025 | Carolina Panthers    |         | Miami Dolphins        |
| 5. Oktober 2025 | Indianapolis Colts   |         | Las Vegas Raiders     |
| 5. Oktober 2025 | New Orleans Saints   |         | New York Giants       |
| 5. Oktober 2025 | New York Jets        |         | Dallas Cowboys        |
| 5. Oktober 2025 | Philadelphia Eagles  |         | Denver Broncos        |
| 5. Oktober 2025 | Arizona Cardinals    |         | Tennessee Titans      |
| 5. Oktober 2025 | Seattle Seahawks     |         | Tampa Bay Buccaneers  |
| 5. Oktober 2025 | Cincinnati Bengals   |         | Detroit Lions         |
| 5. Oktober 2025 | Los Angeles Chargers |         | Washington Commanders |
| 5. Oktober 2025 | Buffalo Bills        |         | New England Patriots  |
| 6. Oktober 2025 | Jacksonville Jaguars |         | Kansas City Chiefs    |

| Woche 6          | Woche 6               | Woche 6 | Woche 6              |
| Datum (a)        | Heimteam              | Erg.    | Auswärtsteam         |
| ---------------- | --------------------- | ------- | -------------------- |
| 9. Oktober 2025  | New York Giants       |         | Philadelphia Eagles  |
| 12. Oktober 2025 | New York Jets         |         | Denver Broncos       |
| 12. Oktober 2025 | Baltimore Ravens      |         | Los Angeles Rams     |
| 12. Oktober 2025 | Carolina Panthers     |         | Dallas Cowboys       |
| 12. Oktober 2025 | Indianapolis Colts    |         | Arizona Cardinals    |
| 12. Oktober 2025 | Jacksonville Jaguars  |         | Seattle Seahawks     |
| 12. Oktober 2025 | Miami Dolphins        |         | Los Angeles Chargers |
| 12. Oktober 2025 | Pittsburgh Steelers   |         | Cleveland Browns     |
| 12. Oktober 2025 | Tampa Bay Buccaneers  |         | San Francisco 49ers  |
| 12. Oktober 2025 | Las Vegas Raiders     |         | Tennessee Titans     |
| 12. Oktober 2025 | Green Bay Packers     |         | Cincinnati Bengals   |
| 12. Oktober 2025 | New Orleans Saints    |         | New England Patriots |
| 12. Oktober 2025 | Kansas City Chiefs    |         | Detroit Lions        |
| 13. Oktober 2025 | Atlanta Falcons       |         | Buffalo Bills        |
| 13. Oktober 2025 | Washington Commanders |         | Chicago Bears        |

| Woche 7          | Woche 7              | Woche 7 | Woche 7               |
| Datum (a)        | Heimteam             | Erg.    | Auswärtsteam          |
| ---------------- | -------------------- | ------- | --------------------- |
| 16. Oktober 2025 | Cincinnati Bengals   |         | Pittsburgh Steelers   |
| 19. Oktober 2025 | Jacksonville Jaguars |         | Los Angeles Rams      |
| 19. Oktober 2025 | Chicago Bears        |         | New Orleans Saints    |
| 19. Oktober 2025 | Cleveland Browns     |         | Miami Dolphins        |
| 19. Oktober 2025 | Kansas City Chiefs   |         | Las Vegas Raiders     |
| 19. Oktober 2025 | Minnesota Vikings    |         | Philadelphia Eagles   |
| 19. Oktober 2025 | New York Jets        |         | Carolina Panthers     |
| 19. Oktober 2025 | Tennessee Titans     |         | New England Patriots  |
| 19. Oktober 2025 | Denver Broncos       |         | New York Giants       |
| 19. Oktober 2025 | Los Angeles Chargers |         | Indianapolis Colts    |
| 19. Oktober 2025 | Arizona Cardinals    |         | Green Bay Packers     |
| 19. Oktober 2025 | Dallas Cowboys       |         | Washington Commanders |
| 19. Oktober 2025 | San Francisco 49ers  |         | Atlanta Falcons       |
| 20. Oktober 2025 | Detroit Lions        |         | Tampa Bay Buccaneers  |
| 20. Oktober 2025 | Seattle Seahawks     |         | Houston Texans        |

| Woche 8          | Woche 8              | Woche 8 | Woche 8               |
| Datum (a)        | Heimteam             | Erg.    | Auswärtsteam          |
| ---------------- | -------------------- | ------- | --------------------- |
| 23. Oktober 2025 | Los Angeles Chargers |         | Minnesota Vikings     |
| 26. Oktober 2025 | Atlanta Falcons      |         | Miami Dolphins        |
| 26. Oktober 2025 | Baltimore Ravens     |         | Chicago Bears         |
| 26. Oktober 2025 | Carolina Panthers    |         | Buffalo Bills         |
| 26. Oktober 2025 | Cincinnati Bengals   |         | New York Jets         |
| 26. Oktober 2025 | Houston Texans       |         | San Francisco 49ers   |
| 26. Oktober 2025 | New England Patriots |         | Cleveland Browns      |
| 26. Oktober 2025 | Philadelphia Eagles  |         | New York Giants       |
| 26. Oktober 2025 | New Orleans Saints   |         | Tampa Bay Buccaneers  |
| 26. Oktober 2025 | Denver Broncos       |         | Dallas Cowboys        |
| 26. Oktober 2025 | Indianapolis Colts   |         | Tennessee Titans      |
| 26. Oktober 2025 | Pittsburgh Steelers  |         | Green Bay Packers     |
| 27. Oktober 2025 | Kansas City Chiefs   |         | Washington Commanders |

| Woche 9          | Woche 9               | Woche 9 | Woche 9              |
| Datum (a)        | Heimteam              | Erg.    | Auswärtsteam         |
| ---------------- | --------------------- | ------- | -------------------- |
| 30. Oktober 2025 | Miami Dolphins        |         | Baltimore Ravens     |
| 2. November 2025 | Cincinnati Bengals    |         | Chicago Bears        |
| 2. November 2025 | Detroit Lions         |         | Minnesota Vikings    |
| 2. November 2025 | Green Bay Packers     |         | Carolina Panthers    |
| 2. November 2025 | Houston Texans        |         | Denver Broncos       |
| 2. November 2025 | New England Patriots  |         | Atlanta Falcons      |
| 2. November 2025 | New York Giants       |         | San Francisco 49ers  |
| 2. November 2025 | Pittsburgh Steelers   |         | Indianapolis Colts   |
| 2. November 2025 | Tennessee Titans      |         | Los Angeles Chargers |
| 2. November 2025 | Los Angeles Rams      |         | New Orleans Saints   |
| 2. November 2025 | Las Vegas Raiders     |         | Jacksonville Jaguars |
| 2. November 2025 | Buffalo Bills         |         | Kansas City Chiefs   |
| 2. November 2025 | Washington Commanders |         | Seattle Seahawks     |
| 3. November 2025 | Dallas Cowboys        |         | Arizona Cardinals    |

| Woche 10          | Woche 10              | Woche 10 | Woche 10             |
| Datum (a)         | Heimteam              | Erg.     | Auswärtsteam         |
| ----------------- | --------------------- | -------- | -------------------- |
| 6. November 2025  | Denver Broncos        |          | Las Vegas Raiders    |
| 9. November 2025  | Indianapolis Colts    |          | Atlanta Falcons      |
| 9. November 2025  | Carolina Panthers     |          | New Orleans Saints   |
| 9. November 2025  | Chicago Bears         |          | New York Giants      |
| 9. November 2025  | Houston Texans        |          | Jacksonville Jaguars |
| 9. November 2025  | Miami Dolphins        |          | Buffalo Bills        |
| 9. November 2025  | Minnesota Vikings     |          | Baltimore Ravens     |
| 9. November 2025  | New York Jets         |          | Cleveland Browns     |
| 9. November 2025  | Tampa Bay Buccaneers  |          | New England Patriots |
| 9. November 2025  | Seattle Seahawks      |          | Arizona Cardinals    |
| 9. November 2025  | San Francisco 49ers   |          | Los Angeles Rams     |
| 9. November 2025  | Washington Commanders |          | Detroit Lions        |
| 9. November 2025  | Los Angeles Chargers  |          | Pittsburgh Steelers  |
| 10. November 2025 | Green Bay Packers     |          | Philadelphia Eagles  |

| Woche 11          | Woche 11             | Woche 11 | Woche 11              |
| Datum (a)         | Heimteam             | Erg.     | Auswärtsteam          |
| ----------------- | -------------------- | -------- | --------------------- |
| 13. November 2025 | New England Patriots |          | New York Jets         |
| 16. November 2025 | Miami Dolphins       |          | Washington Commanders |
| 16. November 2025 | Atlanta Falcons      |          | Carolina Panthers     |
| 16. November 2025 | Buffalo Bills        |          | Tampa Bay Buccaneers  |
| 16. November 2025 | Jacksonville Jaguars |          | Los Angeles Chargers  |
| 16. November 2025 | Minnesota Vikings    |          | Chicago Bears         |
| 16. November 2025 | New York Giants      |          | Green Bay Packers     |
| 16. November 2025 | Pittsburgh Steelers  |          | Cincinnati Bengals    |
| 16. November 2025 | Tennessee Titans     |          | Houston Texans        |
| 16. November 2025 | Arizona Cardinals    |          | San Francisco 49ers   |
| 16. November 2025 | Los Angeles Rams     |          | Seattle Seahawks      |
| 16. November 2025 | Cleveland Browns     |          | Baltimore Ravens      |
| 16. November 2025 | Denver Broncos       |          | Kansas City Chiefs    |
| 16. November 2025 | Philadelphia Eagles  |          | Detroit Lions         |
| 17. November 2025 | Las Vegas Raiders    |          | Dallas Cowboys        |

| Woche 12          | Woche 12            | Woche 12 | Woche 12             |
| Datum (a)         | Heimteam            | Erg.     | Auswärtsteam         |
| ----------------- | ------------------- | -------- | -------------------- |
| 20. November 2025 | Houston Texans      |          | Buffalo Bills        |
| 23. November 2025 | Baltimore Ravens    |          | New York Jets        |
| 23. November 2025 | Chicago Bears       |          | Pittsburgh Steelers  |
| 23. November 2025 | Cincinnati Bengals  |          | New England Patriots |
| 23. November 2025 | Detroit Lions       |          | New York Giants      |
| 23. November 2025 | Green Bay Packers   |          | Minnesota Vikings    |
| 23. November 2025 | Kansas City Chiefs  |          | Indianapolis Colts   |
| 23. November 2025 | Tennessee Titans    |          | Seattle Seahawks     |
| 23. November 2025 | Arizona Cardinals   |          | Jacksonville Jaguars |
| 23. November 2025 | Las Vegas Raiders   |          | Cleveland Browns     |
| 23. November 2025 | Dallas Cowboys      |          | Philadelphia Eagles  |
| 23. November 2025 | New Orleans Saints  |          | Atlanta Falcons      |
| 23. November 2025 | Los Angeles Rams    |          | Tampa Bay Buccaneers |
| 24. November 2025 | San Francisco 49ers |          | Carolina Panthers    |

| Woche 13          | Woche 13              | Woche 13 | Woche 13             |
| Datum (a)         | Heimteam              | Erg.     | Auswärtsteam         |
| ----------------- | --------------------- | -------- | -------------------- |
| 27. November 2025 | Detroit Lions         |          | Green Bay Packers    |
| 27. November 2025 | Dallas Cowboys        |          | Kansas City Chiefs   |
| 27. November 2025 | Baltimore Ravens      |          | Cincinnati Bengals   |
| 28. November 2025 | Philadelphia Eagles   |          | Chicago Bears        |
| 30. November 2025 | Carolina Panthers     |          | Los Angeles Rams     |
| 30. November 2025 | Cleveland Browns      |          | San Francisco 49ers  |
| 30. November 2025 | Indianapolis Colts    |          | Houston Texans       |
| 30. November 2025 | Miami Dolphins        |          | New Orleans Saints   |
| 30. November 2025 | New York Jets         |          | Atlanta Falcons      |
| 30. November 2025 | Tampa Bay Buccaneers  |          | Arizona Cardinals    |
| 30. November 2025 | Tennessee Titans      |          | Jacksonville Jaguars |
| 30. November 2025 | Seattle Seahawks      |          | Minnesota Vikings    |
| 30. November 2025 | Los Angeles Chargers  |          | Las Vegas Raiders    |
| 30. November 2025 | Pittsburgh Steelers   |          | Buffalo Bills        |
| 30. November 2025 | Washington Commanders |          | Denver Broncos       |
| 1. Dezember 2025  | New England Patriots  |          | New York Giants      |

| Woche 14         | Woche 14             | Woche 14 | Woche 14              |
| Datum (a)        | Heimteam             | Erg.     | Auswärtsteam          |
| ---------------- | -------------------- | -------- | --------------------- |
| 4. Dezember 2025 | Detroit Lions        |          | Dallas Cowboys        |
| 7. Dezember 2025 | Atlanta Falcons      |          | Seattle Seahawks      |
| 7. Dezember 2025 | Baltimore Ravens     |          | Pittsburgh Steelers   |
| 7. Dezember 2025 | Cleveland Browns     |          | Tennessee Titans      |
| 7. Dezember 2025 | Green Bay Packers    |          | Chicago Bears         |
| 7. Dezember 2025 | Jacksonville Jaguars |          | Indianapolis Colts    |
| 7. Dezember 2025 | Minnesota Vikings    |          | Washington Commanders |
| 7. Dezember 2025 | New York Jets        |          | Miami Dolphins        |
| 7. Dezember 2025 | Tampa Bay Buccaneers |          | New Orleans Saints    |
| 7. Dezember 2025 | Las Vegas Raiders    |          | Denver Broncos        |
| 7. Dezember 2025 | Arizona Cardinals    |          | Los Angeles Rams      |
| 7. Dezember 2025 | Buffalo Bills        |          | Cincinnati Bengals    |
| 7. Dezember 2025 | Kansas City Chiefs   |          | Houston Texans        |
| 8. Dezember 2025 | Los Angeles Chargers |          | Philadelphia Eagles   |

| Woche 15          | Woche 15             | Woche 15 | Woche 15              |
| Datum (a)         | Heimteam             | Erg.     | Auswärtsteam          |
| ----------------- | -------------------- | -------- | --------------------- |
| 11. Dezember 2025 | Tampa Bay Buccaneers |          | Atlanta Falcons       |
| 14. Dezember 2025 | Chicago Bears        |          | Cleveland Browns      |
| 14. Dezember 2025 | Cincinnati Bengals   |          | Baltimore Ravens      |
| 14. Dezember 2025 | Houston Texans       |          | Arizona Cardinals     |
| 14. Dezember 2025 | Jacksonville Jaguars |          | New York Jets         |
| 14. Dezember 2025 | Kansas City Chiefs   |          | Los Angeles Chargers  |
| 14. Dezember 2025 | New England Patriots |          | Buffalo Bills         |
| 14. Dezember 2025 | New York Giants      |          | Washington Commanders |
| 14. Dezember 2025 | Philadelphia Eagles  |          | Las Vegas Raiders     |
| 14. Dezember 2025 | Denver Broncos       |          | Green Bay Packers     |
| 14. Dezember 2025 | Los Angeles Rams     |          | Detroit Lions         |
| 14. Dezember 2025 | New Orleans Saints   |          | Carolina Panthers     |
| 14. Dezember 2025 | Seattle Seahawks     |          | Indianapolis Colts    |
| 14. Dezember 2025 | San Francisco 49ers  |          | Tennessee Titans      |
| 14. Dezember 2025 | Dallas Cowboys       |          | Minnesota Vikings     |
| 15. Dezember 2025 | Pittsburgh Steelers  |          | Miami Dolphins        |

| Woche 16          | Woche 16              | Woche 16 | Woche 16             |
| Datum (a)         | Heimteam              | Erg.     | Auswärtsteam         |
| ----------------- | --------------------- | -------- | -------------------- |
| 18. Dezember 2025 | Seattle Seahawks      |          | Los Angeles Rams     |
| 20. Dezember 2025 | Washington Commanders |          | Philadelphia Eagles  |
| 20. Dezember 2025 | Chicago Bears         |          | Green Bay Packers    |
| 21. Dezember 2025 | Baltimore Ravens      |          | New England Patriots |
| 21. Dezember 2025 | Carolina Panthers     |          | Tampa Bay Buccaneers |
| 21. Dezember 2025 | Cleveland Browns      |          | Buffalo Bills        |
| 21. Dezember 2025 | Dallas Cowboys        |          | Los Angeles Chargers |
| 21. Dezember 2025 | New Orleans Saints    |          | New York Jets        |
| 21. Dezember 2025 | New York Giants       |          | Minnesota Vikings    |
| 21. Dezember 2025 | Tennessee Titans      |          | Kansas City Chiefs   |
| 21. Dezember 2025 | Arizona Cardinals     |          | Atlanta Falcons      |
| 21. Dezember 2025 | Denver Broncos        |          | Jacksonville Jaguars |
| 21. Dezember 2025 | Detroit Lions         |          | Pittsburgh Steelers  |
| 21. Dezember 2025 | Houston Texans        |          | Las Vegas Raiders    |
| 21. Dezember 2025 | Miami Dolphins        |          | Cincinnati Bengals   |
| 22. Dezember 2025 | Indianapolis Colts    |          | San Francisco 49ers  |

| Woche 17             | Woche 17              | Woche 17          | Woche 17             |
| Datum (a)            | Heimteam              | Erg.              | Auswärtsteam         |
| -------------------- | --------------------- | ----------------- | -------------------- |
| 25. Dezember 2025    | Washington Commanders |                   | Dallas Cowboys       |
| 25. Dezember 2025    | Minnesota Vikings     |                   | Detroit Lions        |
| 25. Dezember 2025    | Kansas City Chiefs    |                   | Denver Broncos       |
| 28. Dezember 2025    | Cleveland Browns      |                   | Pittsburgh Steelers  |
| 28. Dezember 2025    | Indianapolis Colts    |                   | Jacksonville Jaguars |
| 28. Dezember 2025    | Miami Dolphins        |                   | Tampa Bay Buccaneers |
| 28. Dezember 2025    | New York Jets         |                   | New England Patriots |
| 28. Dezember 2025    | Tennessee Titans      |                   | New Orleans Saints   |
| 28. Dezember 2025    | Buffalo Bills         |                   | Philadelphia Eagles  |
| 28. Dezember 2025    | San Francisco 49ers   |                   | Chicago Bears        |
| 29. Dezember 2025    | Atlanta Falcons       |                   | Los Angeles Rams     |
|                      | Carolina Panthers     |                   | Seattle Seahawks     |
| Cincinnati Bengals   |                       | Arizona Cardinals |                      |
| Green Bay Packers    |                       | Baltimore Ravens  |                      |
| Los Angeles Chargers |                       | Houston Texans    |                      |
| Las Vegas Raiders    |                       | New York Giants   |                      |

| Woche 18             | Woche 18        | Woche 18              | Woche 18           |
| Datum (a)            | Heimteam        | Erg.                  | Auswärtsteam       |
| -------------------- | --------------- | --------------------- | ------------------ |
|                      | Atlanta Falcons |                       | New Orleans Saints |
| Buffalo Bills        |                 | New York Jets         |                    |
| Chicago Bears        |                 | Detroit Lions         |                    |
| Cincinnati Bengals   |                 | Cleveland Browns      |                    |
| Denver Broncos       |                 | Los Angeles Chargers  |                    |
| Houston Texans       |                 | Indianapolis Colts    |                    |
| Jacksonville Jaguars |                 | Tennessee Titans      |                    |
| Los Angeles Rams     |                 | Arizona Cardinals     |                    |
| Las Vegas Raiders    |                 | Kansas City Chiefs    |                    |
| Minnesota Vikings    |                 | Green Bay Packers     |                    |
| New England Patriots |                 | Miami Dolphins        |                    |
| New York Giants      |                 | Dallas Cowboys        |                    |
| Philadelphia Eagles  |                 | Washington Commanders |                    |
| Pittsburgh Steelers  |                 | Baltimore Ravens      |                    |
| San Francisco 49ers  |                 | Seattle Seahawks      |                    |
| Tampa Bay Buccaneers |                 | Carolina Panthers     |                    |

#### Divisions-Tabellen
| AFC East             | AFC East | AFC East | AFC East | AFC East | AFC East | AFC East | AFC East | AFC East | AFC East | AFC East |
| Team                 | S        | N        | U        | SQ       | P+       | P−       | Diff.    | DIV      | CONF     | Serie    |
| -------------------- | -------- | -------- | -------- | -------- | -------- | -------- | -------- | -------- | -------- | -------- |
| Buffalo Bills        | 0        | 0        | 0        | 0,000    | 0        | 0        | ±0       | 0–0      | 0–0      | –        |
| Miami Dolphins       | 0        | 0        | 0        | 0,000    | 0        | 0        | ±0       | 0–0      | 0–0      | –        |
| New England Patriots | 0        | 0        | 0        | 0,000    | 0        | 0        | ±0       | 0–0      | 0–0      | –        |
| New York Jets        | 0        | 0        | 0        | 0,000    | 0        | 0        | ±0       | 0–0      | 0–0      | –        |

| NFC East              | NFC East | NFC East | NFC East | NFC East | NFC East | NFC East | NFC East | NFC East | NFC East | NFC East |
| Team                  | S        | N        | U        | SQ       | P+       | P−       | Diff.    | DIV      | CONF     | Serie    |
| --------------------- | -------- | -------- | -------- | -------- | -------- | -------- | -------- | -------- | -------- | -------- |
| Dallas Cowboys        | 0        | 0        | 0        | 0,000    | 0        | 0        | ±0       | 0–0      | 0–0      | –        |
| New York Giants       | 0        | 0        | 0        | 0,000    | 0        | 0        | ±0       | 0–0      | 0–0      | –        |
| Philadelphia Eagles   | 0        | 0        | 0        | 0,000    | 0        | 0        | ±0       | 0–0      | 0–0      | –        |
| Washington Commanders | 0        | 0        | 0        | 0,000    | 0        | 0        | ±0       | 0–0      | 0–0      | –        |

| AFC North           | AFC North | AFC North | AFC North | AFC North | AFC North | AFC North | AFC North | AFC North | AFC North | AFC North |
| Team                | S         | N         | U         | SQ        | P+        | P−        | Diff.     | DIV       | CONF      | Serie     |
| ------------------- | --------- | --------- | --------- | --------- | --------- | --------- | --------- | --------- | --------- | --------- |
| Baltimore Ravens    | 0         | 0         | 0         | 0,000     | 0         | 0         | ±0        | 0–0       | 0–0       | –         |
| Cincinnati Bengals  | 0         | 0         | 0         | 0,000     | 0         | 0         | ±0        | 0–0       | 0–0       | –         |
| Cleveland Browns    | 0         | 0         | 0         | 0,000     | 0         | 0         | ±0        | 0–0       | 0–0       | –         |
| Pittsburgh Steelers | 0         | 0         | 0         | 0,000     | 0         | 0         | ±0        | 0–0       | 0–0       | –         |

| NFC North         | NFC North | NFC North | NFC North | NFC North | NFC North | NFC North | NFC North | NFC North | NFC North | NFC North |
| Team              | S         | N         | U         | SQ        | P+        | P−        | Diff.     | DIV       | CONF      | Serie     |
| ----------------- | --------- | --------- | --------- | --------- | --------- | --------- | --------- | --------- | --------- | --------- |
| Chicago Bears     | 0         | 0         | 0         | 0,000     | 0         | 0         | ±0        | 0–0       | 0–0       | –         |
| Detroit Lions     | 0         | 0         | 0         | 0,000     | 0         | 0         | ±0        | 0–0       | 0–0       | –         |
| Green Bay Packers | 0         | 0         | 0         | 0,000     | 0         | 0         | ±0        | 0–0       | 0–0       | –         |
| Minnesota Vikings | 0         | 0         | 0         | 0,000     | 0         | 0         | ±0        | 0–0       | 0–0       | –         |

| AFC South            | AFC South | AFC South | AFC South | AFC South | AFC South | AFC South | AFC South | AFC South | AFC South | AFC South |
| Team                 | S         | N         | U         | SQ        | P+        | P−        | Diff.     | DIV       | CONF      | Serie     |
| -------------------- | --------- | --------- | --------- | --------- | --------- | --------- | --------- | --------- | --------- | --------- |
| Houston Texans       | 0         | 0         | 0         | 0,000     | 0         | 0         | ±0        | 0–0       | 0–0       | –         |
| Indianapolis Colts   | 0         | 0         | 0         | 0,000     | 0         | 0         | ±0        | 0–0       | 0–0       | –         |
| Jacksonville Jaguars | 0         | 0         | 0         | 0,000     | 0         | 0         | ±0        | 0–0       | 0–0       | –         |
| Tennessee Titans     | 0         | 0         | 0         | 0,000     | 0         | 0         | ±0        | 0–0       | 0–0       | –         |

| NFC South            | NFC South | NFC South | NFC South | NFC South | NFC South | NFC South | NFC South | NFC South | NFC South | NFC South |
| Team                 | S         | N         | U         | SQ        | P+        | P−        | Diff.     | DIV       | CONF      | Serie     |
| -------------------- | --------- | --------- | --------- | --------- | --------- | --------- | --------- | --------- | --------- | --------- |
| Atlanta Falcons      | 0         | 0         | 0         | 0,000     | 0         | 0         | ±0        | 0–0       | 0–0       | –         |
| Carolina Panthers    | 0         | 0         | 0         | 0,000     | 0         | 0         | ±0        | 0–0       | 0–0       | –         |
| New Orleans Saints   | 0         | 0         | 0         | 0,000     | 0         | 0         | ±0        | 0–0       | 0–0       | –         |
| Tampa Bay Buccaneers | 0         | 0         | 0         | 0,000     | 0         | 0         | ±0        | 0–0       | 0–0       | –         |

| AFC West             | AFC West | AFC West | AFC West | AFC West | AFC West | AFC West | AFC West | AFC West | AFC West | AFC West |
| Team                 | S        | N        | U        | SQ       | P+       | P−       | Diff.    | DIV      | CONF     | Serie    |
| -------------------- | -------- | -------- | -------- | -------- | -------- | -------- | -------- | -------- | -------- | -------- |
| Denver Broncos       | 0        | 0        | 0        | 0,000    | 0        | 0        | ±0       | 0–0      | 0–0      | –        |
| Kansas City Chiefs   | 0        | 0        | 0        | 0,000    | 0        | 0        | ±0       | 0–0      | 0–0      | –        |
| Las Vegas Raiders    | 0        | 0        | 0        | 0,000    | 0        | 0        | ±0       | 0–0      | 0–0      | –        |
| Los Angeles Chargers | 0        | 0        | 0        | 0,000    | 0        | 0        | ±0       | 0–0      | 0–0      | –        |

| NFC West            | NFC West | NFC West | NFC West | NFC West | NFC West | NFC West | NFC West | NFC West | NFC West | NFC West |
| Team                | S        | N        | U        | SQ       | P+       | P−       | Diff.    | DIV      | CONF     | Serie    |
| ------------------- | -------- | -------- | -------- | -------- | -------- | -------- | -------- | -------- | -------- | -------- |
| Arizona Cardinals   | 0        | 0        | 0        | 0,000    | 0        | 0        | ±0       | 0–0      | 0–0      | –        |
| Los Angeles Rams    | 0        | 0        | 0        | 0,000    | 0        | 0        | ±0       | 0–0      | 0–0      | –        |
| San Francisco 49ers | 0        | 0        | 0        | 0,000    | 0        | 0        | ±0       | 0–0      | 0–0      | –        |
| Seattle Seahawks    | 0        | 0        | 0        | 0,000    | 0        | 0        | ±0       | 0–0      | 0–0      | –        |

#### Conference
| AFC             | AFC                  | AFC             | AFC             | AFC             | AFC             | AFC             | AFC             | AFC             | AFC             |
| Platz           | Team                 | Division        | S               | N               | U               | SQ              | CONF            | SOV             | SOS             |
| Divisionssieger | Divisionssieger      | Divisionssieger | Divisionssieger | Divisionssieger | Divisionssieger | Divisionssieger | Divisionssieger | Divisionssieger | Divisionssieger |
| --------------- | -------------------- | --------------- | --------------- | --------------- | --------------- | --------------- | --------------- | --------------- | --------------- |
|                 | Baltimore Ravens     | North           | 0               | 0               | 0               | 0,000           | 0–0             | 0,000           | 0,000           |
|                 | Buffalo Bills        | East            | 0               | 0               | 0               | 0,000           | 0–0             | 0,000           | 0,000           |
|                 | Denver Broncos       | West            | 0               | 0               | 0               | 0,000           | 0–0             | 0,000           | 0,000           |
|                 | Houston Texans       | South           | 0               | 0               | 0               | 0,000           | 0–0             | 0,000           | 0,000           |
| Wild Cards      |                      |                 |                 |                 |                 |                 |                 |                 |                 |
|                 | Cleveland Browns     | North           | 0               | 0               | 0               | 0,000           | 0–0             | 0,000           | 0,000           |
|                 | Cincinnati Bengals   | North           | 0               | 0               | 0               | 0,000           | 0–0             | 0,000           | 0,000           |
|                 | Indianapolis Colts   | South           | 0               | 0               | 0               | 0,000           | 0–0             | 0,000           | 0,000           |
|                 | Jacksonville Jaguars | South           | 0               | 0               | 0               | 0,000           | 0–0             | 0,000           | 0,000           |
|                 | Kansas City Chiefs   | West            | 0               | 0               | 0               | 0,000           | 0–0             | 0,000           | 0,000           |
|                 | Las Vegas Raiders    | West            | 0               | 0               | 0               | 0,000           | 0–0             | 0,000           | 0,000           |
|                 | Los Angeles Chargers | West            | 0               | 0               | 0               | 0,000           | 0–0             | 0,000           | 0,000           |
|                 | Miami Dolphins       | East            | 0               | 0               | 0               | 0,000           | 0–0             | 0,000           | 0,000           |
|                 | New England Patriots | East            | 0               | 0               | 0               | 0,000           | 0–0             | 0,000           | 0,000           |
|                 | New York Jets        | East            | 0               | 0               | 0               | 0,000           | 0–0             | 0,000           | 0,000           |
|                 | Pittsburgh Steelers  | North           | 0               | 0               | 0               | 0,000           | 0–0             | 0,000           | 0,000           |
|                 | Tennessee Titans     | South           | 0               | 0               | 0               | 0,000           | 0–0             | 0,000           | 0,000           |

| NFC             | NFC                   | NFC             | NFC             | NFC             | NFC             | NFC             | NFC             | NFC             | NFC             |
| Platz           | Team                  | Division        | S               | N               | U               | SQ              | CONF            | SOV             | SOS             |
| Divisionssieger | Divisionssieger       | Divisionssieger | Divisionssieger | Divisionssieger | Divisionssieger | Divisionssieger | Divisionssieger | Divisionssieger | Divisionssieger |
| --------------- | --------------------- | --------------- | --------------- | --------------- | --------------- | --------------- | --------------- | --------------- | --------------- |
|                 | Arizona Cardinals     | West            | 0               | 0               | 0               | 0,000           | 0–0             | 0,000           | 0,000           |
|                 | Atlanta Falcons       | South           | 0               | 0               | 0               | 0,000           | 0–0             | 0,000           | 0,000           |
|                 | Chicago Bears         | North           | 0               | 0               | 0               | 0,000           | 0–0             | 0,000           | 0,000           |
|                 | Dallas Cowboys        | East            | 0               | 0               | 0               | 0,000           | 0–0             | 0,000           | 0,000           |
| Wild Cards      |                       |                 |                 |                 |                 |                 |                 |                 |                 |
|                 | Carolina Panthers     | South           | 0               | 0               | 0               | 0,000           | 0–0             | 0,000           | 0,000           |
|                 | Detroit Lions         | North           | 0               | 0               | 0               | 0,000           | 0–0             | 0,000           | 0,000           |
|                 | Green Bay Packers     | North           | 0               | 0               | 0               | 0,000           | 0–0             | 0,000           | 0,000           |
|                 | Los Angeles Rams      | West            | 0               | 0               | 0               | 0,000           | 0–0             | 0,000           | 0,000           |
|                 | Minnesota Vikings     | North           | 0               | 0               | 0               | 0,000           | 0–0             | 0,000           | 0,000           |
|                 | New Orleans Saints    | South           | 0               | 0               | 0               | 0,000           | 0–0             | 0,000           | 0,000           |
|                 | New York Giants       | East            | 0               | 0               | 0               | 0,000           | 0–0             | 0,000           | 0,000           |
|                 | Philadelphia Eagles   | East            | 0               | 0               | 0               | 0,000           | 0–0             | 0,000           | 0,000           |
|                 | San Francisco 49ers   | West            | 0               | 0               | 0               | 0,000           | 0–0             | 0,000           | 0,000           |
|                 | Seattle Seahawks      | West            | 0               | 0               | 0               | 0,000           | 0–0             | 0,000           | 0,000           |
|                 | Tampa Bay Buccaneers  | South           | 0               | 0               | 0               | 0,000           | 0–0             | 0,000           | 0,000           |
|                 | Washington Commanders | East            | 0               | 0               | 0               | 0,000           | 0–0             | 0,000           | 0,000           |